# Roland Korn
Roland Korn (* 11. května 1930, Saalfeld/Saale, Německo) je německý architekt.
Korn se narodil v Saalfeldu na řece Saale a vyučil se nejprve zedníkem, poté studoval v letech 1948 až 1951 na Vysoké škole stavební ve městě Gotha v tehdejším Východním Německu. Následně pracoval jako stavební inženýr v Berlíně. Do roku 1955 byl spolupracovníkem s Hansem Erichem Bogatzkym.

## Biografie
Roland Korn se narodil jako syn instalatéra v Saalfeldu a po ukončení své školní docházky absolvoval nejprve zednickou výuku, než studoval v letech 1948 až 1951 na Vysoké škole stavební v Gotha. Poté pracoval jako stavební inženýr pro projektování VEB (Z) v Berlíně . Do roku 1955 spolupracoval Roland Korn s interiérovým designérem Hansem Erichem Bogatzkym v Kurt W. Leuchtovi, generálním projektantem prvního socialistického města Stalinstadt.
V roce 1959 vyprojektoval plavecký bazén Elbeschwimmhalle v Magdeburku. Nedlouho poté se podílel na projektu Budovy Státní rady v Berlíně, kde měla sídlit kolektivní hlava státu Východního Německa. Na budově se Korn soustředil především na integraci portálu z původního berlínského zámku a historického balkonu. Později se Korn účastnil také projektu na přestavbu náměstí Alexanderplatz.
V 70. letech mu byla nabídnuta možnost se stát hlavním architektem Bagdádu, který byl v té době rozsáhle modernizován během vlády Saddáma Husajna. Tuto nabídku ale odmítl a nadále se podílel na některých dalších stavbách, které vznikaly ve Východním Berlíně, např. Interhotel Stadt Berlin. Korn také strávil nějakou dobu v Chile, kterému tehdy vládl Salvador Allende. Měl se podílet na projektu montovaných dřevěných domů, které měly nahradit rozšířené slumy. V roce 1973 se Korn vrátil zpět do Východního Německa a stal se hlavním architektem Berlína. Podílel se na projektu rozsáhlých panelových sídlišť Marzahn a Hellersdorf. V závěru 80. let 20. století se podílel na obnově čtvrti Nikolaiviertel, kde byla panelová výstavba kombinovaná s historickými domy. Čtvrť byla realizována v souvislosti s výročím 750 let od založení města.
Po roce 1990 působil Korn jako nezávislý architekt až do roku 1998.